# Чангтан
30° пн. ш. 90° сх. д. / 30° пн. ш. 90° сх. д.
Чангтан або Джангтанг (тиб. བྱང་ཐང་།, тибетський піньїнь: Qangtang, Вайлі: byang thang, Північна Рівнина) — високогірне плато в західному і північному Тибеті, включає південно-східні області Ладакху , великі плоскогір'я і великі озера. Якщо рахувати від східного Ладакху, то Чангтан простягається на 1600 км на схід у Тибет, до провінції Цінхай. Географічно і етнічно, Чангтан — частина Тибету. Населене кочовиками чангпа (byang pa).

## Клімат
Клімат суворий і непередбачуваний. Літо тепле, але коротке, грози трапляються в будь-яку пору року, часто з градом. Зими дуже суворі, практично арктичні через висоту.

## Населення
Корінне населення плато — кочовики, звані чангпа — тибетською «сіверяни», або друкпа — «кочовики». Підрахунки 1989 року дали кількість 500 000 кочівників. Оскільки плато малопридатне для землеробства, чангпа, на відміну від більшості інших кочівників, не зазнають тиску з боку хліборобів.
Економіка регіону базується навколо худоби чангпа і необхідних пасовищ. Чангпа переміщаються зі своєю худобою по плато в пошуках відповідних пасовищ, яких мало через клімат і тільки величезні простори дозволяють плато прогодовувати великі стада тварин. На відміну від інших кочовиків, чангпа не переходять з одного кліматичного регіону в інший; вони надають перевагу коротким, але частим кочуванням по 16-64 км. Міграційні маршрути повторюються з року в рік, і місця стоянок залишаються колишніми, часто місце таборів відзначають кам'яні стіни для загонів худоби і встановлення наметів. Деякі багаті кочовики будують собі й постійні будинки на місці таборів, де живуть деяку частину року.
Крім змінення пасовищ, чангпа виробили багато прийомів заощадження і збереження ресурсів. Влітку, під час хороших надоїв, чангпа зберігають молоко у вигляді масла і сиру з довгими періодами зберігання. Забій худоби здійснюють тільки на початку зими, щоб зберегти м'ясо і коли худоба вгодована після ситної осені .
Чангпа дуже залежні від торгівлі. Вони продають худобу, м'ясо, сіль, шерсть, а купують зерно, кухонне начиння, метал і багато промислових товарів.

## Тибетський Чангтан
Більша частина тибетського Чангтану зараз охороняється природними заповідниками, серед яких заповідник Чангтан, другий за величиною природний заповідник у світі, та чотири нові прилеглі менші заповідники загальною площею 496 000 км2. З моменту створення заповідників відбулося повільне зростання кількості особин видів, що перебувають під загрозою зникнення. Заповідні зони простягаються по частинах Тибетського автономного району, Синьцзяну та Цинхаю в Китаї.
Середня висота тибетського Чангтану, розташованого в префектурі Нагчу, сягає 5000 м. Тут проходить фестиваль коней Нагк.

## Ладакський Чангтан
Невелика частина Чангтану потрапляє на територію Ладакху, зараз штат Джамму та Кашмір, Індія. З цієї частини Чангтану проходив караванний шлях Кашмір-Лхаса.
Чангтан зазнав багато змін, що відбулися в Індії. Ладакх став, попри воєнний стан, дуже відвідуваним туристами регіоном. Після тривалого перебування у відносній ізоляції, тепер став змінюватися і побут людей. Також події в Китаї, привели до того, що деякі чангпа втекли з КНР і осіли в Ладакху. 1963 року їх було 3000, тепер понад 7000.
Чангтанський заказник є домом для багатьох рідкісних форм флори і фауни, які зустрічаються тільки в цьому суворому високогірному районі. На території заказника розташовані два великих озера Цоморарі і Пангонг-Цо. На луках росте понад 200 видів високогірних рослин, більшість з яких їстівні для тварин.
Температура в регіоні коливається від −5 °C до −35 °C взимку, а влітку буває до 30 °C. В зимові місяці бувають снігопади.

### Поселення
У Ладакху оселилися багато кочовиків, які втекли з західного Тибету. Більше 3500 тибетців оселилися в Чангтані і зайнялися звичним скотарством, але деякі перейшли до землеробства. На прохання Центральної Тибетської Адміністрації в Дхармсалі в 1977 Уряд Індії та штату зібрав їх у «Поселення тибетських біженців», яке включає 9 різних місць, розкиданих по високогірному плато на висоті близько 4700 метрів: Ньома, Кугшунг, Гоюл, Ханлей, Сумдхо, Самедх, Карнаг, Чушул і Чурмур.
Освіту в районі забезпечує некомерційна організація «SOS Tibetan Children Village». Є ясла. Більшість вчиться на денній формі, є інтернат для бідних і дітей, чиї сім'ї кочують на великій відстані. В цілому, вдалося забезпечити досить високий рівень освіти.
Також побудовано клініку і центр традиційної тибетської медицини.
Створено пташиний заповідник.

### Чангтанський заповідник
Чангтанський заповідник дикої природи (або Чангтанський заповідник дикої природи холодної пустелі) — високогірний заповідник в ладакському Чангтані, нині округ Лех, Джамму та Кашмір. Особлива увага приділяється популяції кіангів або тибетських диких ослів, а також рідкісних чорношиїх журавлів. За назвою плато Чангтан отримав родову наукову назву птах тибетська саджа (лат. Tchangtangia tibetana), що мешкає на Тибеті.
Природні пам'ятки
На території заповідника розташовані високогірні озера Цоморарі і Пангонг-Цо.
Цоморарі — одне з найвисокогірніших озер такого розміру (площа близько 120 км2, найбільша глибина 40 м, висота розташування 4525 м). В листопаді 2002 озеро стало об'єктом Рамсарської конвенції.
Пангонг-Цо розташоване на висоті 4240 м і має площу 134 км2 (між Індією і Китаєм). З індійського боку вода солона, з китайського — прісна, при цьому взимку озеро замерзає.
Висота варіюється від 4300 до 5800 м, рельєф формують великі ущелини і плато. Є приблизно 11 озер і 10 боліт, протікає річка Інд, яка поділяє заповідник на дві частини.